# Chowder (sopa)
Chowder é uma sopa de peixe ou de mariscos com leite, uma preparação tipicamente americana, mas com uma origem europeia.

## Etimologia e história
Supostamente, a palavra inglesa “chowder” tem origem na “calderia” da língua latina (um lugar para aquecer coisas), que deu origem a “caldeira” e “caldeirão” que, na língua francesa era a “chaudière”. O Oxford English Dictionary afirma que a palavra “chowder” já existia em muitas aldeias de pescadores da costa francesa, nos séculos XVI e XVII, assim como na Cornualha, na costa sueste da Grã-Bretanha. Por outro lado, o peixe e os mariscos eram uma comida normal dos indígenas do nordeste da América nessa altura, incluindo uma espécie de chowder.
Aparentemente, a primeira receita de chowder foi publicada no Boston Evening Post em 23 de setembro de 1751, na forma de poema e dando à preparação culinária o nome “chouder”. Em 1800, a segunda edição do “American Cookery…” de Amelia Simmons é o primeiro livro de culinária dos Estados Unidos a incluir uma receita de “chouder”. Várias publicações com receitas de chowders apareceram ao longo dos séculos XIX e XX.

## Tipos de chowder
A maioria das receitas mais antigas de chowder são baseadas em peixe cozido numa preparação de carne de porco salgada; no entanto, em 1832, o “American Frugal Housewife” de Lydia Mary Child oferece a primeira menção ao uso de amêijoas nesta sopa. Na realidade, o clam chowder é uma espécie de emblema da culinária da Nova Inglaterra. E mesmo aí, existem variantes desta comida tradicional, mas as diferenças principais são no uso do tomate: existe uma polêmica sobre se a sopa de peixe ou mariscos com tomate é um chowder ou um guisado.
Algumas formas antigas de chowder incluíam os biscoitos dos marinheiros (ver “Chowder do Canadá”, abaixo), o que evidentemente deixou de fazer sentido. No entanto, muitos chowders são servidos com bolachas-de-água-e-sal (crackers) desfeitas, o que é típico de muitos pratos americanos. (Ver Chowder da Costa Ocidental)

### Bermuda fish chowder
A sopa de peixe é o prato nacional das Bermudas  e, apesar do nome, é muito diferente dos chowders americanos. Supostamente, a receita terá vindo com os primeiros colonos, no século XVII, e baseia-se num caldo feito com as cabeças, espinhas e filetes peixe, juntamente com vegetais, louro, tomilho, grãos de pimenta e cravinho; separamente, salteia-se cebola, aipo, alho e pimento verde em manteiga e óleo, junta-se tomate, “beef consommé” (uma sopa de lata) e deixa-se apurar em lume brando; junta-se esta mistura ao caldo e filetes de peixe, tempera-se com catchup, salsa, molho Worcestershire e sumo de limão, junta-se batata e cenoura, e deixa-se cozer em lume brando até todos os vegetais estarem praticamente em creme. Serve-se com molho de malagueta em xerez, uma especialidade da ilha, e rum local.

### Chowder do Canadá
Nas províncias da costa atlântica do Canadá, Terra Nova, Nova Brunswick e Nova Escócia, o chowder, principalmente o que é preparado com bacalhau salgado e seco, aparece em praticamente todos os menus. Na região que foi antigamente a Acádia, de tradição francesa, é tradicional o clam chowder servido com flocos duma alga marinha seca, chamada “dulse”.
Uma variante desta sopa é o “Fish ‘n Brewis” (a última palavra pronunciada “bruse”), supostamente inventada pelos marinheiros que só tinham a bordo mantimentos salgados e biscoitos secos, chamados “hardtack” ou “hard bread”; durante as viagens, que podiam durar até nove meses, eles punham os biscoitos de molho em água durante a noite, assim como pedaços de bacalhau seco e, no dia seguinte, coziam estes ingredientes demolhados e juntavam-lhe pedaços de carne de porco gorda e frita.

### O clam chowder deManhattan,Coney Islandou Fulton Market
É o famoso – ou “infamoso” – chowder com tomate (sem contar com o da Bermuda, que tem uma história separada). Aparentemente, esta variante do chowder tem que ver com os italianos que se estabeleceram em Nova Iorque, entre os quais Alessandro Fillippini, que publicou em 1889 um livro de cozinha chamado “The Table: How to Buy Food, How to Cook It, and How to Serve It”, foi um mentor de Lorenzo Delmonico, ajudando o seu restaurante (“Deslmonico’s”…) a tornar-se um ícone na “Grande Maçã”; a sua receita de chowder é típica de qualquer cozinha italiana:
Cozer batatas cortadas, com cebola e aipo picados e folhas de salsa, em água temperada com sal e manteiga. Entretanto, frita-se carne de porco cortada em pequenos pedaços e junta-se ao caldo de batata, quando estas já estão quase cozidas, juntamente com um ramo de tomilho; acrescenta-se tomate pelado e cortado em pedaços e, finalmente, as amêijoas abertas e cortadas e parte da água que libertaram a abrir, mas de forma que não deixe o caldo muito aguado. Tira-se a sopa do lume, mas deixa-se num sítio quente do fogão, tempera-se com pimenta preta, molho Worcestershire e juntam-se “pilot crackers” partidas em pedaços; mistura-se, mas não se deixa ferver, e serve-se.
Em fevereiro de 1939, o congresso do estado de Maine publicou um decreto proibindo o uso de tomate no chowder, como uma “ofensa culinária”…

### Minorcan clam chowder
Apesar da polémica sobre o tomate no chowder, a cidade de St. Augustine, na costa leste da Florida, tem a sua própria receita de clam chowder com tomate, com uma história interessante. Em 1768, aportaram a St. Augustine oito navios com 1403 espanhois da ilha de Minorca (nas ilhas Baleares do Mediterrâneo) destinados a uma plantação de anil a sul daquele porto. Depois de nove anos de escravatura, os minorquinos refugiaram-se em St. Augustine com o apoio do governador local e, como tinham trazido os seus temperos e técnicas culinárias, dedicaram-se à pesca e desenvolveram uma sopa de peixe com tomate e uma malagueta que ficou “radicada” naquela região, a “datil”, mais picante que os jalapeños, mas menos que os habaneros.
A receita “oficial” começa por fritar bacon, que se tira e seca para depois temperar a sopa, saltear cebola, pimento verde e aipo na gordura do bacon, juntar amêijoas com a água que libertaram a abrir, tomate, sal, pimenta, tomilho, louro e pimenta-datil; assim que levanta fervura, junta-se batata e deixa-se cozer a sopa em lume brando.

### Chowder de búzios
Os búzios, grandes gastrópodes em forma de fuso, faziam parte da dieta dos primeiros colonizadores (possivelmente incluindo os indígenas) das “Keys”, as ilhas costeiras da Florida. No início do século XIX, grandes quantidades de imigrantes das Bahamas começaram a chegar àquelas ilhas e adotaram, ou era já adeptos, daquela comida. Nos finais do século XIX, os habitantes de Key West chamavam-se a si próprios “conchs”… 
A receita disponível sugere cozer cebola, alho e pimento verde picados, com tomate, até ficarem macios; juntar a carne dos búzios, que deve ser passada pela máquina de picar, batata e água suficiente para uma sopa que não fique aguada; tempera-se com sal e pimenta, deixa-se cozer bem as batatas e serve-se.

### A história do New England Clam Chowder
Os nativos da Nova Inglaterra usam o termo “quahog” para se referirem às amêijoas mais utilizadas na região para a sua sopa, uma simplificação de “poquauhock” da língua dos índios narragansett; o nome científico do molusco é Mercenaria (quem trabalha por um soldo), referindo o facto das conchas serem usadas como dinheiro.
Mesmo na Nova Inglaterra, existe a divisão entre o chowder com tomate ou só com leite. Os habitantes do estado de Maine, a norte da baía de Penobscot, preferem o chowder com tomate e chamam-lhe “Down East Chowder”. Este nome está ligado à navegação: quando os barcos se dirigiam para norte e para leste de Boston, tinham o vento a favor, por isso íam “downwind”, donde a designação de “down east” para a costa a norte de Boston; por outro lado, para navegaram para sul, os marinheiros diziam “up to Boston”, ou seja, tinham que ir contra o vento, ou “subir”. Mesmo em Rhode Island, os locais preferem o chowder com tomate, enquanto que os do interior preferem o caldo claro.
Numa receita do "Boston Clam Chowder" começa por se fritar bacon até ficar quase seco; salteiam-se na gordura alho-porro, cebola, aipo e cenoura até ficarem macios, temperam-se com sal, pimenta, louro e tomilho; junta-se farinha e mexe-se. Juntam-se batatas e o caldo de abrir as amêijoas e deixam-se cozer em fogo brando. Acrescenta-se nata e deixa-se levantar fervura, depois as amêijoas, apenas para ganharem gosto, salsa picada e serve-se.

### “She Crab Soup” deCharleston,Carolina do Sul
Ainda na costa leste dos Estados Unidos, mas já fora da Nova Inglaterra, o chowder local é feito à base de caranguejo, principalmente o caranguejo-azul, supostamente a partir duma receita trazida pelos primeiros colonos escoceses que ali se estabeleceram no princípio do século XVIII, uma sopa de caranguejo com arroz chamada “partan-bree”. Esta sopa não leva tomate, mas é “pintada” com os ovos vermelhos do caranguejo, razão por que chama “she-crab soup”, ou seja, feita com fêmeas ovadas. No entanto, os ovos de caranguejo podem ser difíceis de encontrar e são muitas vezes substituídos por gemas de ovos cozidos.
As receitas desta sopa começam por um molho branco, que pode ser feito com o aipo salteado na manteiga, ou colocado mais tarde, junto com cebola, pimenta-de-caiena, leite ou nata (opcionalmente caldo de galinha), xerez, a carne desfiada de caranguejo e as ovas ou gemas de ovos cozidos. Pode ser servida com salsa picada ou com páprica.

### O chowder da costa ocidental (Califórnia,OregoneWashington)
A discussão na costa oriental é sobre a utilização do tomate ou do leite no chowder; na costa ocidental é sobre a consistência da sopa: mais ou menos cremosa, só com leite, ou também com nata. As amêijoas são populares, existindo muitas variedades, mas também se faz chowder com salmão e milho.
Numa receita começa por se saltear cebola em manteiga, junta-se farinha, sal e pimenta, mexendo sempre e o leite até engrossar. Junta-se batata e deixa-se cozer em fogo brando; quando as batatas estiverem macias, juntam-se amêijoas e o molho de as abrir. Serve-se com bacon frito, seco e partido e crackers.